# 田基黄
田基黄（学名：Grangea maderaspatana） ，又名线球菊，是菊科田基黄属的植物。分布于马来半岛、巽他群岛、中南半岛、爪哇、印度、西非、台湾岛以及中国大陆的广西、广东、云南、海南等地，生长于海拔20米至1,000米的地区，一般生长在水旁向阳处以、河边沙滩、干燥荒地或灌丛中。入藥後有清热解毒、活血消肿的功效。